# Résidence du gouverneur du comté de Häme
La résidence du gouverneur du comté de Häme (finnois : Hämeen lääninhallituksen talo) est un bâtiment situé dans le quartier de Koilliskulma à Hämeenlinna en Finlande,.

## Présentation
Construit rue Hallituskatu, au bord de la place du marché, l'édifice est conçu par l'architecte Carl Ludvig Engel à l'usage du gouvernement provincial de Häme.
Le bâtiment en pierre de trois étages de style Empire  est achevé en 1836. 
Carl Ludvig Engel a réservé le rez-de-chaussée et le sous-sol aux archives. 
La salle la plus ancienne est une cave à vin.
En 1846, un bâtiment d'aile est achevé pour abriter un bureau du service national cartographique.
En 1910, ce service s'installe dans un nouveau bâtiment et les locaux de l'aile sont  rénovés à l'usage du gouvernement du comté.
Le gouvernement du comté a fonctionné  dans l'immeuble de bureaux en pierre d'Hallituskatu de 1836 à 2009. 
L'agence disposait aussi de locaux sur Birger Jaarlinkatu dans un immeuble achevé en 1966. Il y a une cour aux allures de parc entre les bâtiments. Il existe un passage d'un bâtiment à un autre par la passerelle.
L'administration régionale de l'État a été réorganisée au début de 2010. 
En même temps, l'administration du comté et les comtés ont été abolis. 
Les missions des autorités de l'administration régionale de l'État ont été regroupées en deux autorités, les centres pour le développement économique, les transports et l'environnement et les Agences d'administration régionale. 
De nos jours, l'ancien immeuble de bureaux du gouvernement du comté est utilisé par l'Agence d'administration régionale de la Finlande méridionale, dont le siège est situé de l'autre côté de la même parcelle dans la rue Birger Jaarlin katu dans l'annexe construite  pour le gouvernement du comté dans les années 1960.